# Saint-Jean-d'Ormont
Saint-Jean-d'Ormont é uma comuna francesa na região administrativa de Grande Leste, no departamento de Vosges. Estende-se por uma área de 5,29 km². Em 2010 a comuna tinha 120 habitantes (densidade: 22,7 hab./km²).